# حوریه صعدی
ابراهیم مؤیدی حسنی شهرت‌یافته به حوریّهٔ صعدی (؟ -۱۶۷۲م) (نسب: ابراهیم بن محمد بن احمد) فقیه زیدی یمنی در سدهٔ هفدهم میلادی/ یازدهم هجری بود. الروض الحافل شرح الکافل در اصول فقه، شرح الهدایه، الروض الباسم در نسب‌های خاندان امام قاسم رسی؛ از آثار اوست.